# A Nickel and a Nail and Ace of Spades
A Nickel and a Nail and Ace of Spades – czwarty album studyjny O.V. Wrighta, wydany w roku 1971 przez wytwórnię Back Beat Records.

## Lista utworów
| Nr | Tytuł                           |
| -- | ------------------------------- |
| 1  | Eight Men - Four Women          |
| 2  | Ace of Spades                   |
| 3  | Afflicted                       |
| 4  | When You Took Your Love from Me |
| 5  | Born All Over                   |
| 6  | Nickel and a Nail               |
| 7  | Don't Let My Baby Ride          |
| 8  | He Made Women for Man           |
| 9  | I Can't Take It                 |
| 10 | Don't Take It away              |